# Koszmosz–3 (műhold)
Koszmosz–3 (oroszul: Космос–3) szovjet tudományos kutató- és kísérleti tesztműhold.

## Küldetés
Feladata a Szputnyik–3 geofizikai műhold kutatási programját folytatni, a későbbi műholdas rendszerek mikrogravitációs környezetben történő tesztelése, valamint a kozmikus sugárzás vizsgálata az ionoszférában.

## Jellemzői
Az OKB–1 (ma: RKK Enyergija) tervezőirodában kifejlesztett és épített (2MSZ) típusú műhold. Üzemeltetője a szovjet Akadémia (Академия наук (АН) СССР).
Megnevezései:  COSPAR: 1962-013A; SATCAT kódja: 281.
1962. április 24-én a Kapusztyin Jar rakéta-kísérleti lőtérről, a Majak–2 (LC–Launch Complex) jelű indítóállásból egy Koszmosz-2I (63SZ1 4LK) hordozórakétával juttatták alacsony Föld körüli pályára (LEO = Low-Earth Orbit). Az orbitális egység pályája 93,8 perces, 74° hajlásszögű, az elliptikus pálya, melynek perigeuma 216 kilométer, apogeuma 707 kilométer volt.
A sorozat felépítését, szerkezetét, alapvető fedélzeti rendszereit tekintve egységesített, szabványosított űreszköz. Stabilizálatlan űreszköz, helyzetét Nap-érzékelők segítségével határozták meg. Hasznos tömege 330 kilogramm. Formája két félgömbbel lezárt hengeres test. Az űreszköz felső felületét napelemek borították, éjszakai (földárnyék) energiaellátását újratölthető kémiai akkumulátorok biztosították. A felső felületen kaptak helyet az érzékelő egységek, valamint a telemetriai szolgálatot segítő antennák. A hengeres részben kaptak helyet a szolgálati egységek (programvezérlő, adatrögzítő, telemetria). Az érzékelők (műszerek) mikrogravitációs környezetbeli hitelesítését trícium alapú radioaktív forrásokkal végezték. A mért eredményeket közvetlenül (vevőállomások vételi pozíciója) vagy tárolás (nem látható vevőállomások) után továbbították a Földre. Az egyenletes belső hőmérsékletet cirkuláló nitrogéngáz biztosította. A hőegyensúlyt hősugárzást elnyelő anyaggal, illetve zsalus radiátorral biztosították.

### Mérési programja
- Nap-érzékelőkkel vizsgálták a mikrometeoritok eróziós hatását – a fényt át nem eresztő ernyőn ütött lyukak felületével arányosan nőtt a Nap-érzékelők árama
- a protonáramot 5 darab mágneses szűrővel ellátott, különleges csapdával mérték a 100 eV – 10 keV tartományban
- a kis energiájú (40 eV–50 keV) elektronok detektálására két, a fény ellen alumíniumfóliával árnyékolt fluoreszkáló ernyőt használtak, melyek felvillanásait fotoelektron-sokszorozókkal regisztrálták
- a kis energiájú elektronokat és protonokat elektromos térben gyorsították fel az észlelési küszöbig
- a nagy energiájú töltött részecskéket (0,4 MeV–50 MeV) árnyékolással ellátott Geiger–Müller-számlálóval regisztrálták

1962. október 17-én, 176 nap után belépett a légkörbe és megsemmisült.

## Külső hivatkozások
- Koszmosz–3. lib.cas.cz. [2013. október 13-i dátummal az eredetiből archiválva]. (Hozzáférés: 2014. június 4.)
- Koszmosz–3. nasa.gov. (Hozzáférés: 2014. június 4.)
- Koszmosz–3. astronautix.com. (Hozzáférés: 2014. június 4.)
- Koszmosz–3. astronautix.com. (Hozzáférés: 2014. június 4.)